# Mimusops zeyheri
Mimusops zeyheri là một loài thực vật có hoa trong họ Hồng xiêm. Loài này được Sond. mô tả khoa học đầu tiên năm 1850.

## Hình ảnh

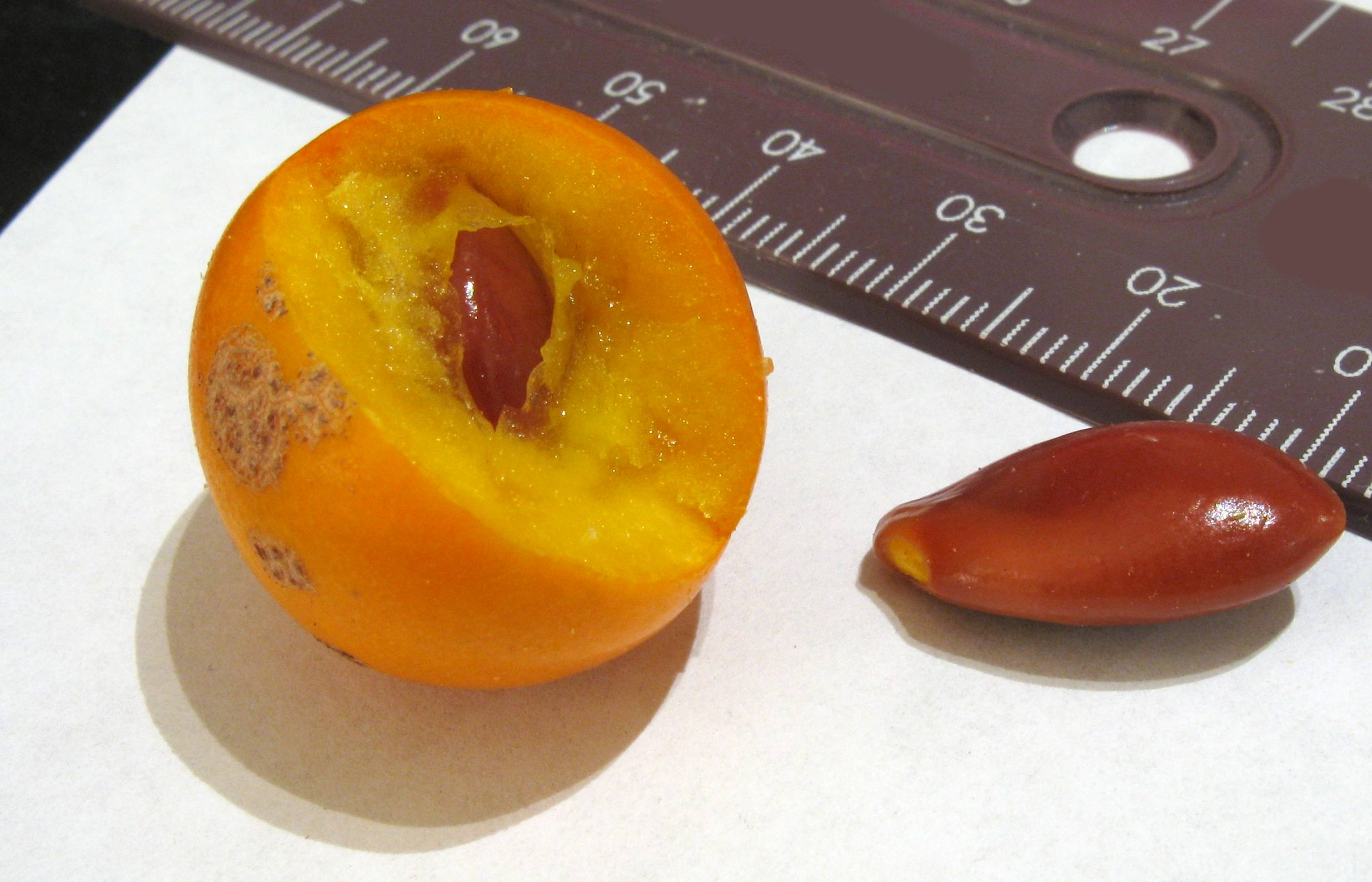
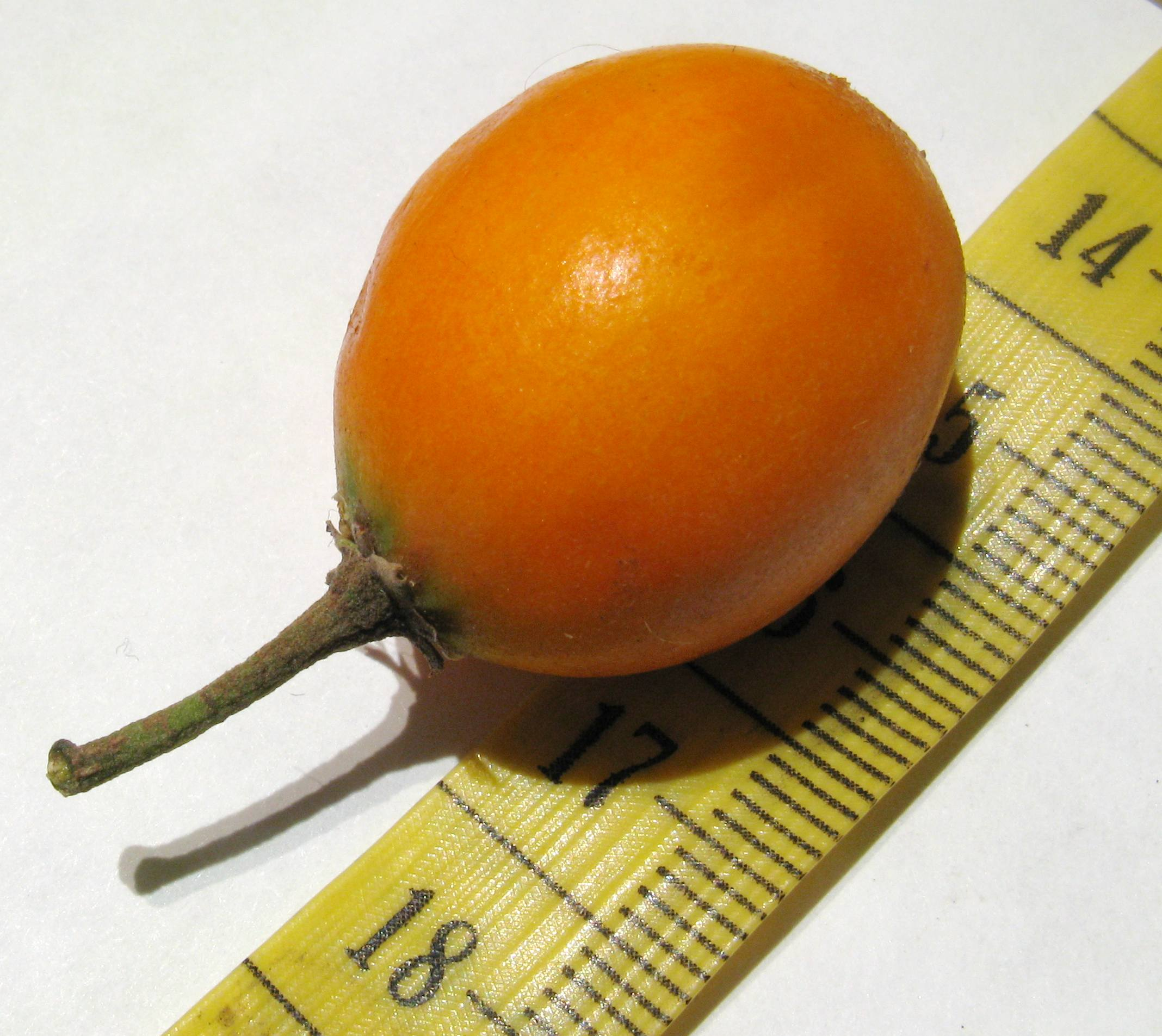
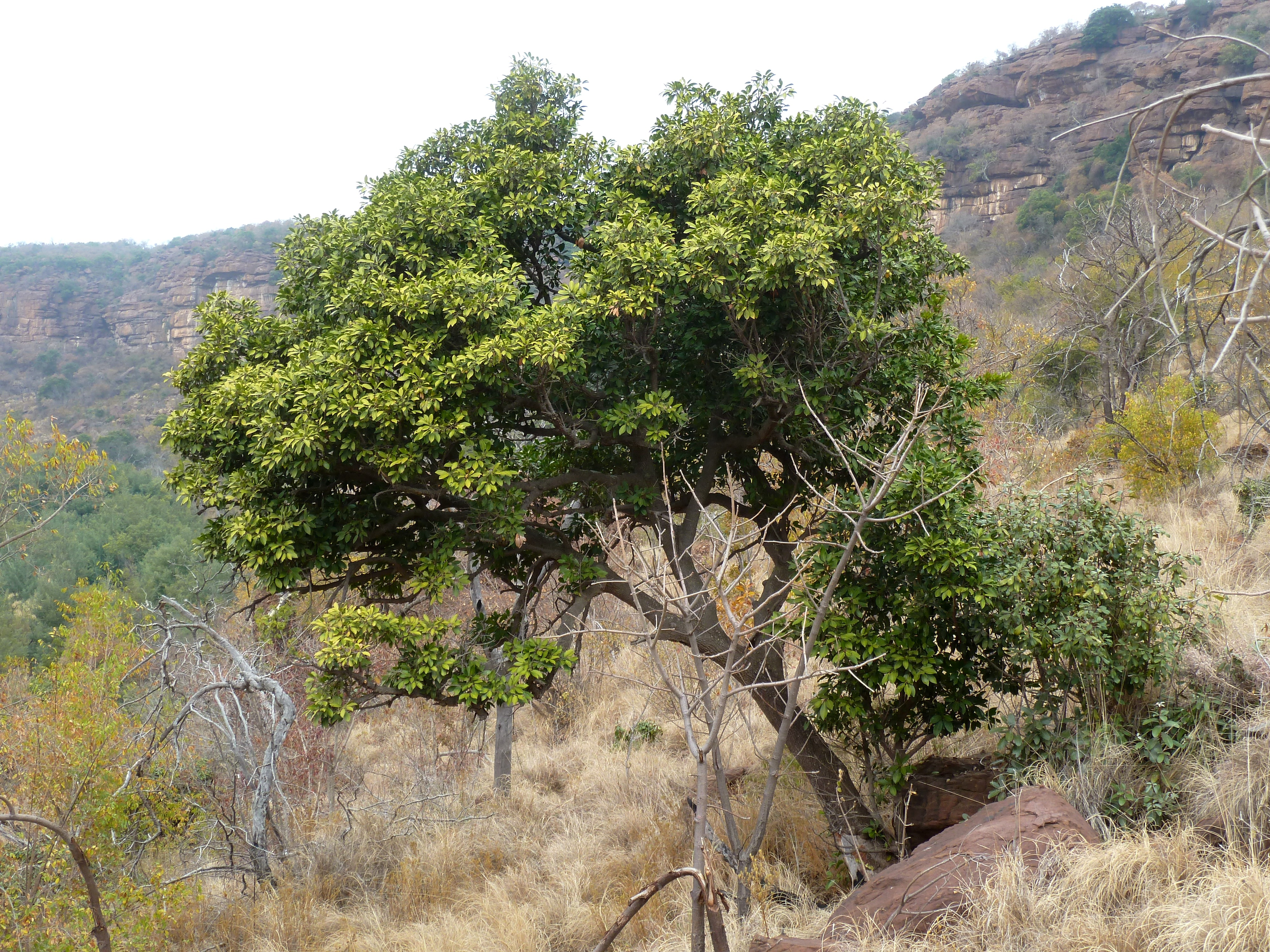
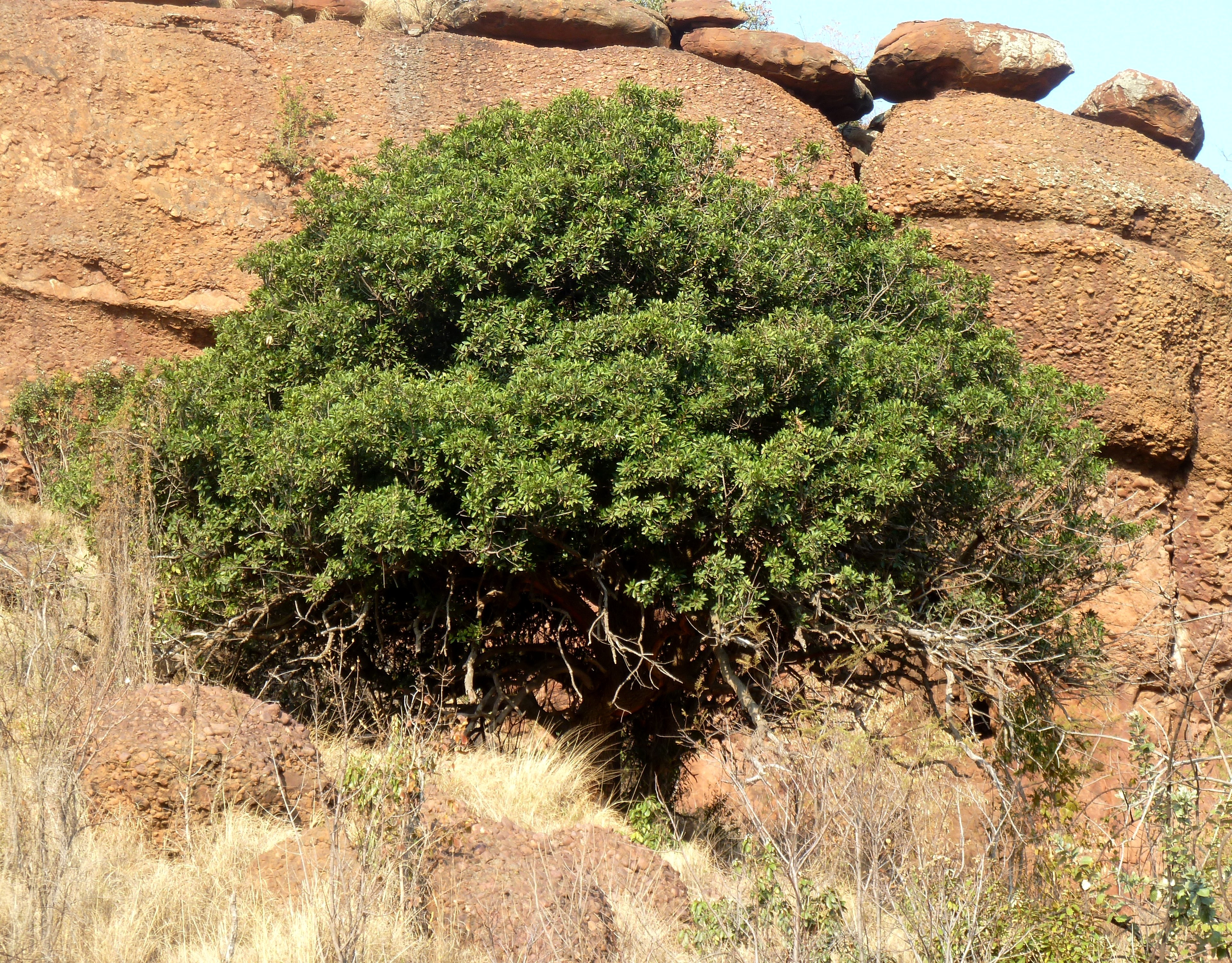